# Lannach
Lannach är en ort och kommun i Österrike. Den ligger i distriktet Deutschlandsberg i förbundslandet Steiermark, 160 km sydväst om huvudstaden Wien. Kommunen har 3 668 invånare (2024) och består av sju orter (Ortschaften) (inom parentes invånarantal 1 januari 2024):

- Blumegg (697)
- Breitenbach in der Weststeiermark (254)
- Heuholz (460)
- Hötschdorf (354)
- Lannach (1 468)
- Sajach (142)
- Teipl (293)

Kommunen genomkorsas av vägen B 76. I Lannach finns också en järnvägsstation vid Wieserbanan.
Kommunfullmäktige domineras av ÖVP som fick 14 mandat vid kommunvalet 2020. Offene Bürgerliste Lanach fick 4 mandat och SPÖ 3 mandat. 
Lannach har två vänorter:
- Tyskland: Alling[5]
- Italien: Nimis[6]